# Percival Davson
Percival May Davson (Georgetown, 1877. szeptember 30. – Paddington, 1959. december 5.) olimpiai ezüstérmes brit párbajtőrvívó, teniszező.